# Charles Felix Lindberg

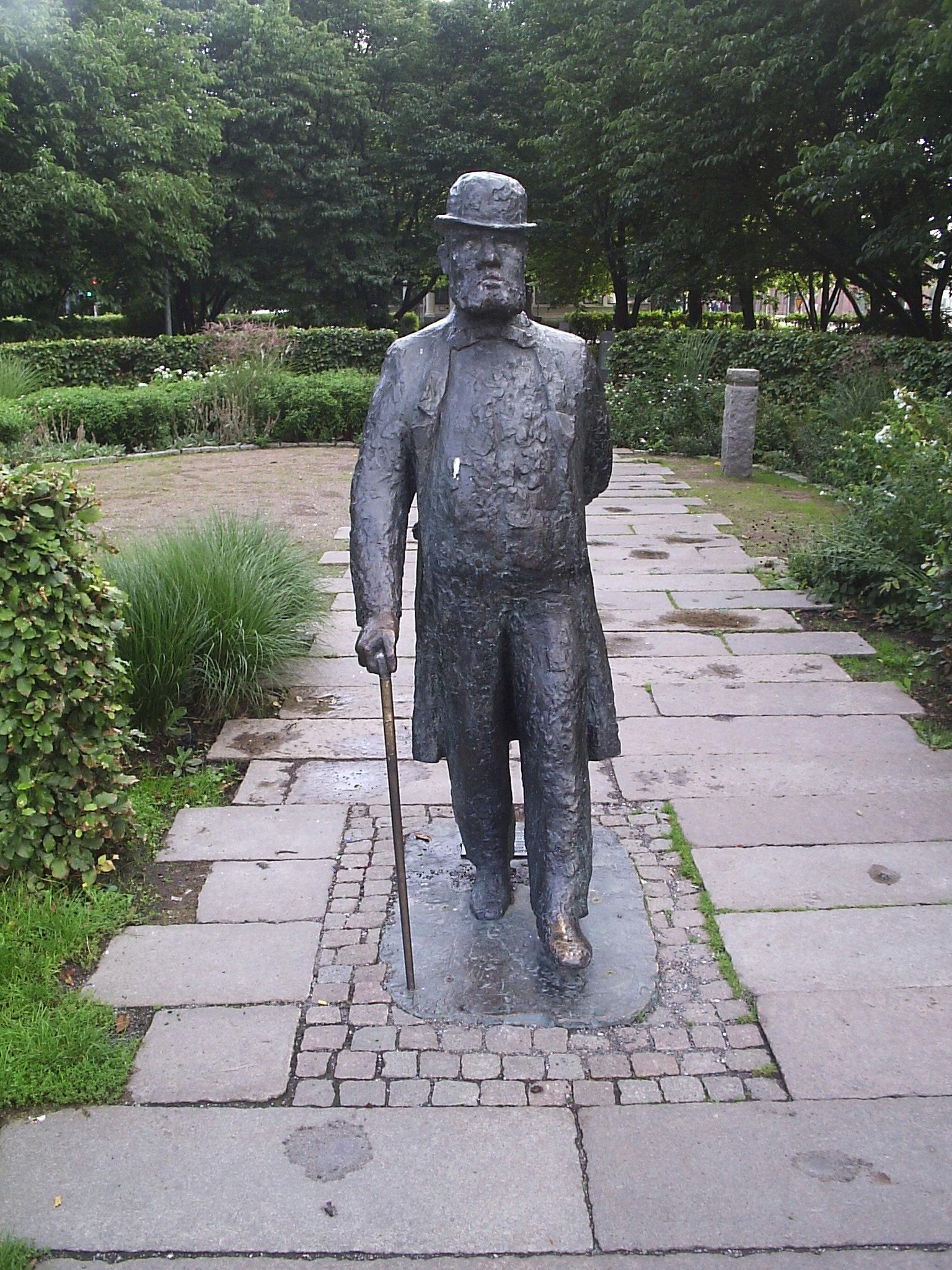
Charles Felix Lindberg. Staty vid Charles Felix Lindbergs plats.

Charles Felix Lindberg, född 18 april 1840 i Göteborg, död 5 augusti 1909 på egendomen Billdal nära Särö, var en svensk affärsman och donator.

## Biografi
Charles Felix Lindberg var son till köpman Charles Gustav Lindberg och Minona Gudiva Hjort. Han hade två äldre systrar, Gudiva och Minona, samt en yngre bror, James Gustaf. Fadern, som hade rötter i Lindometrakten och fick burskap i Göteborg 1826, drev skeppsrederi och handel med kolonialvaror och stenkol, hudar och bomull. Modern dog tidigt, vid 32 års ålder.
Vid Charles Felix födelse bodde familjen i ett sedermera rivet hus vid Första Långgatan. Under fem år, med början 1849, gick den unge Lindberg i Smith's Academy i skotska Fordyce, som bevistades av flera skotskättade köpmannabarn från Göteborg. Därefter, åren 1855–1857, var han inskriven vid Göteborgs handelsinstitut.
Charles Felix Lindberg var under några år kompanjon med fadern under firmanamnet Charles G. Lindberg & Son, men 1876 bildade Charles Felix Lindberg tillsammans med sjökaptenen A.O. Andersson handelsbolaget Andersson & Lindberg i Göteborg, vilken i många år ansågs vara ett av stadens största köpmanshus. Detta drev omfattande export- och importaffär samt rederirörelse. De ägde därtill ett sågverk i Lundbyvassen på Hisingen, som exporterade slipers till England. Efter firmans 25-årsjubileum 1901 drog sig Charles Felix Lindberg ur; företaget gick i konkurs 1908.
Under sin livstid stödde Lindberg många föreningar och gav bidrag till allmännyttiga ändamål. Bland annat betalade han årliga medlemsavgifter till De Blindas Vänner, Filharmoniska sällskapet i Göteborg, Föreningen för Befrämjandet av Handelskunskaper, Jultomtarne, Gustav Adolf-stiftelsen, Göteborgs konstförening, Göteborgs fiskeriförening, Räddningsinstitutet på Hisingen, Hafskuranstalten å Styrsö, Kungliga Svenska Segelsällskapet med mera.
Lindberg bodde på flera adresser i Göteborg innan han på 1880-talet slog sig ner i en våning på Viktoriagatan 2. Lägenheten rymde en diger konstsamling med verk av bland andra Bruno Liljefors, Anna Gardell-Ericson och Vilhelm Melbye. Den 2 september 1890 köpte han Billdals herrgård, där han inledningsvis uppehöll sig bara på somrarna. Dessutom ägde han från 1894 fastigheten Särbo i Särö.
Lidberg dog oväntat den 5 augusti 1909. Dödsorsaken uppgavs vara cardioscleros (hjärtförkalkning), men rykten florerarade om att han ska ha begått självmord. Göteborgs stad har låtit resa en monumental gravvård över Charles Felix Lindberg på Östra kyrkogården, formgiven av arkitekten Arvid Bjerke och prydd av en relief av Bror Chronander. Den invigdes exakt tre år efter Lindbergs död, den 5 augusti 1912.

## Charles Felix Lindbergs donationsfond
Lindbergs testamente skrevs den 21 mars 1908 och öppnades den 10 augusti 1909, en timme efter begravningen. Lindberg efterlämnade en förmögenhet på 2 088 567 kronor, vilka han donerade till Göteborgs stad, eftersom han "tillbragt större delen af sitt lif" där, "och för hvars utveckling han städse hyst lifligt intresse". Det var den största donation som dittills skänkts till Göteborgs stad. Efter att livräntor hade utbetalats till släktingarna skulle huvuddelen av kapitalet användas för stadens ändamål:
| ”                | till stadens prydande och förskönande, exempelvis genom anläggning af nya eller utvidgning af redan befintliga parker, planteringar, alléer och öppna platser, inköp af för parker, planteringar och alléer tilläfventyrs erforderlig fast egendom, inköp och uppresande af statyer eller andra konstverk, anordnande af delar af planteringar och parker till botaniska eller zoologiska trädgårdar med alla de anläggningar och anstalter, hvilka med sådana trädgårdar kunna stå i samband. | „ |
| – Ur testementet | |   |

När dessa ändamål blivit tillgodosedda efter en serie utdelningar fick stadsfullmäktige rätt att anslå medel från fonden till andra allmännyttiga syften i likhet med bestämmelserna i Renströmska testamentet. Donationen mottogs av stadsfullmäktige den 26 augusti 1909. Första gången medel delades ut var 1912, då gick pengarna till parken kring Skansen Kronan, Keillers park och Margretebergsängen. Monument som Poseidon på Götaplatsen, Karin Boyes staty utanför stadsbiblioteket, Järntorgsbrunnen liksom Vilande figur i två delar III i entrén till Göteborgs konstmuseum och De tre vingarna vid kulturhuset Blå stället i Angereds centrum, har tillkommit genom donationer ur fonden. Även Botaniska trädgården och Slottskogsvallen har fått betydande finansiering av fondmedel.
- Den 22 februari 1979 fanns det 362 876 kronor att fördela "till stadens förskönande": 25 000 gick till storschackspel på Kungstorget; 75 000 till trädplanteringskampanjen "440 000'" träd; 75 000 till trädplantering pa Masthuggstorget; 145 000 till konstnärlig utsmyckning av spårvägshållplatser i Bergsjön; 7 000 för skyltning av de konstverk, som bekostats av fonden och 10 000 till en kortfattad broschyr om dessa konstverk.[4]

## Eftermäle

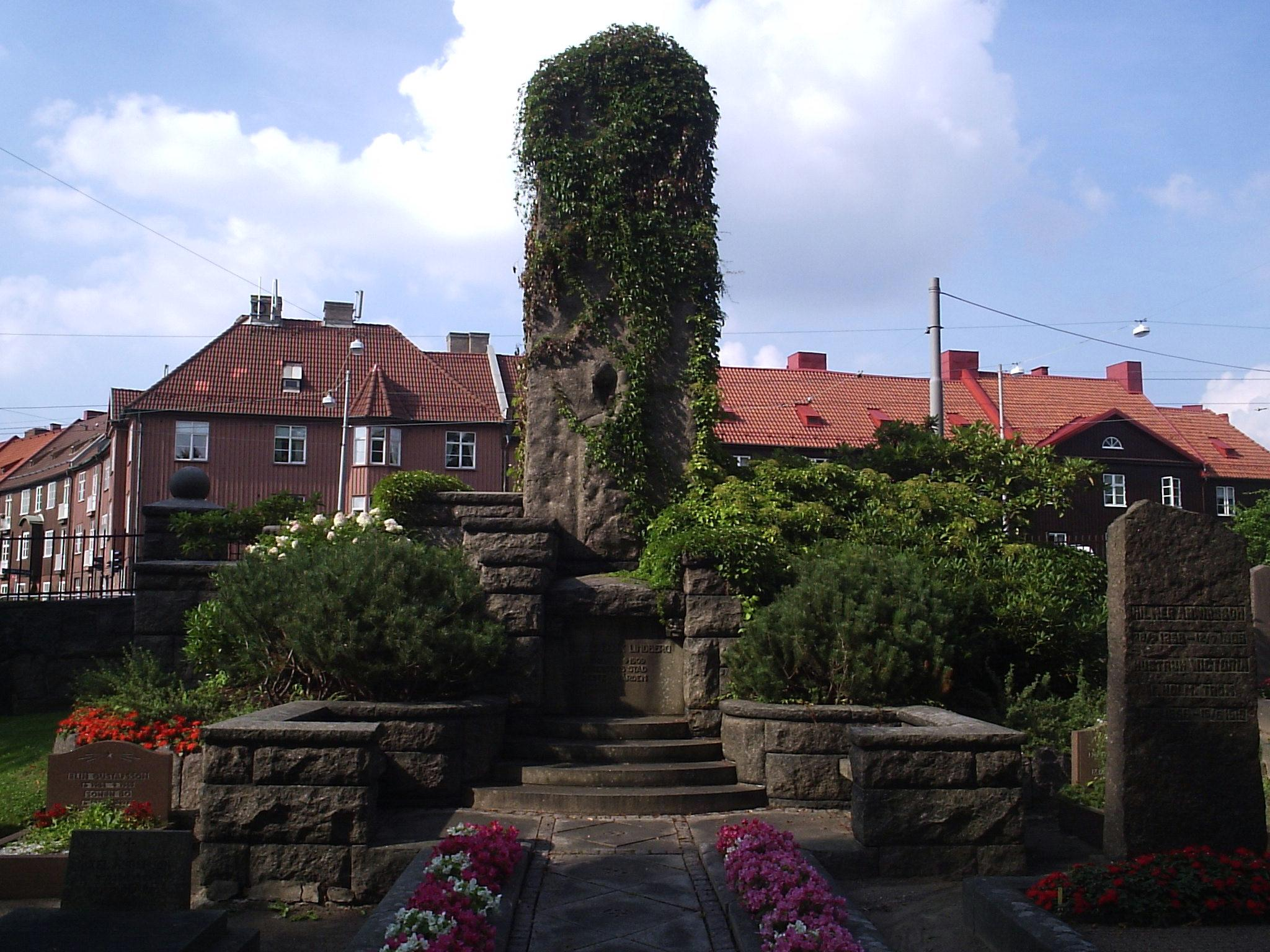
Charles Felix Lindbergs gravvård.

År 1915 gav Lindberg sitt namn till en kort gata som förbinder Johannebergsgatan med Götaplatsen: den hette Lindbergsgatan fram till 1988 då den döptes om till Charles Felix Lindbergs Gata. Den bytte dock namn till Gösta Rahmns Gata 1990 då Charles Felix Lindbergs Plats, mellan Kungsportsavenyn och Nya Allén, invigdes. Där finns en staty som avbildar Lindberg med kubb, långrock och spatserkäpp. Den utfördes av Jan Steen 1989 och avtäcktes 1990.
En medalj över Lindberg, formgiven av Ivar Johnsson, präglades 1931.